# جشنواره بین‌المللی فیلم مار دل پلاتا
جشنواره بین‌المللی فیلم مار دل پلاتا (به اسپانیایی: Festival Internacional de Cine de Mar del Plata) یک جشنوارهٔ بین‌المللی فیلم است که از سال ۱۹۵۴ هرساله در شهر ماردل پلاتا آرژانتین در پایان ماه نوامبر برگزار می‌شود. این جشنواره یکی از معتبرترین و قدیمی‌ترین جشنواره‌های آمریکای جنوبی در سراسر جهان است. جایزه آستور پیازولا، جایزه مسابقه ارنستو چه گوارا و جایزه اومبرو سه جایزه اصلی جشنواره ماردل پلاتا است. جایزه آستور این جشنواره معادل اسکار و معتبرترین جایزه فیلم در آمریکای جنوبی است. از ایران فیلم‌هایی مثل خواب تلخ محسن امیر یوسفی و کافه ترانزیت کامبوزیا پرتوی در این جشنواره برنده جایزه شده‌اند.

## دیگر جوایز
بهترین فیلم، بهترین کارگردان، بهترین بازیگر نقش مکمل زن، بهترین بازیگر نقش اول مرد، بهترین فیلمنامه، بهترین فیلم آمریکای لاتین و جایزه ویژه دیگر جوایز این جشنواره به حساب می‌آیند.
از سینمای ایران، نگار جواهریان در سال ۲۰۱۴ برای بازی در فیلم سینمایی ملبورن (نیما جاویدی) موفق به کسب جایزهٔ بهترین بازیگر زن این جشنواره شد.